# Enrico Peressutti
Enrico Peressutti (Pinzano al Tagliamento, 28 agosto 1908 – Milano, 3 maggio 1976) è stato un architetto, urbanista e designer italiano, che insieme agli amici architetti Lodovico Barbiano di Belgiojoso, Gian Luigi Banfi e Ernesto Nathan Rogers aprì il noto studio professionale BBPR (dalle iniziali dei loro cognomi).

## Biografia
Figlio di Giovanni Battista e Marzia Scatton, nel 1913 si trasferisce coi genitori e le sorelle Lucilla e Vittorina a Craiova, in Romania, dove il padre lavora come architetto e costruttore.
Dell'attività di Giovanni Battista Peressutti in Romania, si possono citare importanti edifici, quali: il palazzo della Prefettura, il palazzo Municipale, l'edificio della Banca Commerciale Rumena, la sede della Facoltà di Medicina, il museo dell'Arte. Per i suoi meriti professionali, il governo rumeno conferisce a Giovanni Battista Peressutti l'onorificenza di Console (1932-1942) e Presidente della Comunità Italiana in Romania (1926-1944).
Le traversie della prima guerra mondiale saranno causa di grandi vicissitudini per Giovanni Battista e la sua famiglia, a cui verrà persino requisita la casa per farne la sede del Municipio. Ciononostante, Giovanni Battista resterà per tutta la vita in Romania con la moglie e le figlie.
Nel 1927 Enrico (chiamato Aurél da familiari e amici), terminati gli studi liceali a Craiova, si trasferisce a Milano, iscrivendosi alla facoltà di Architettura del Regio Istituto Tecnico Superiore (futuro Politecnico). La scelta è influenzata dalla professione paterna, anche se l'orientamento stilistico del padre (tradizionalista e interprete di motivi regionali rumeni) è ininfluente sugli interessi di Enrico, che infatti deciderà, in contrasto con le aspettative e le pressioni del padre, di rinunciare alle facilitazioni connesse all'esistenza di un avviato Studio a Craiova, e di iniziare una propria attività a Milano.
Dopo la laurea (luglio 1932), Enrico forma con i tre compagni di studio, Gian Luigi Banfi, Lodovico Barbiano di Belgiojoso ed Ernesto Nathan Rogers, il Gruppo BBPR, con sede in via Borgonuovo 24 fino al 1939 e poi in via dei Chiostri 2, presso il chiostro di San Simpliciano, restaurato dagli stessi BBPR. Nel 1932-34 effettua il servizio di leva con Banfi e Belgiojoso. Nel 1933-36, è con i soci redattore della rivista "Quadrante". 
Nel 1935, oltreché dei CIAM (Congressi Internazionali Architettura Moderna), diventa membro della commissione per le manifestazioni di arte moderna dell'Associazione Cultori d'Architettura e nel 1939 della Maison des Artistes del Chateau de la Sarraz, presso Losanna (in occasione del Congresso a Zurigo).

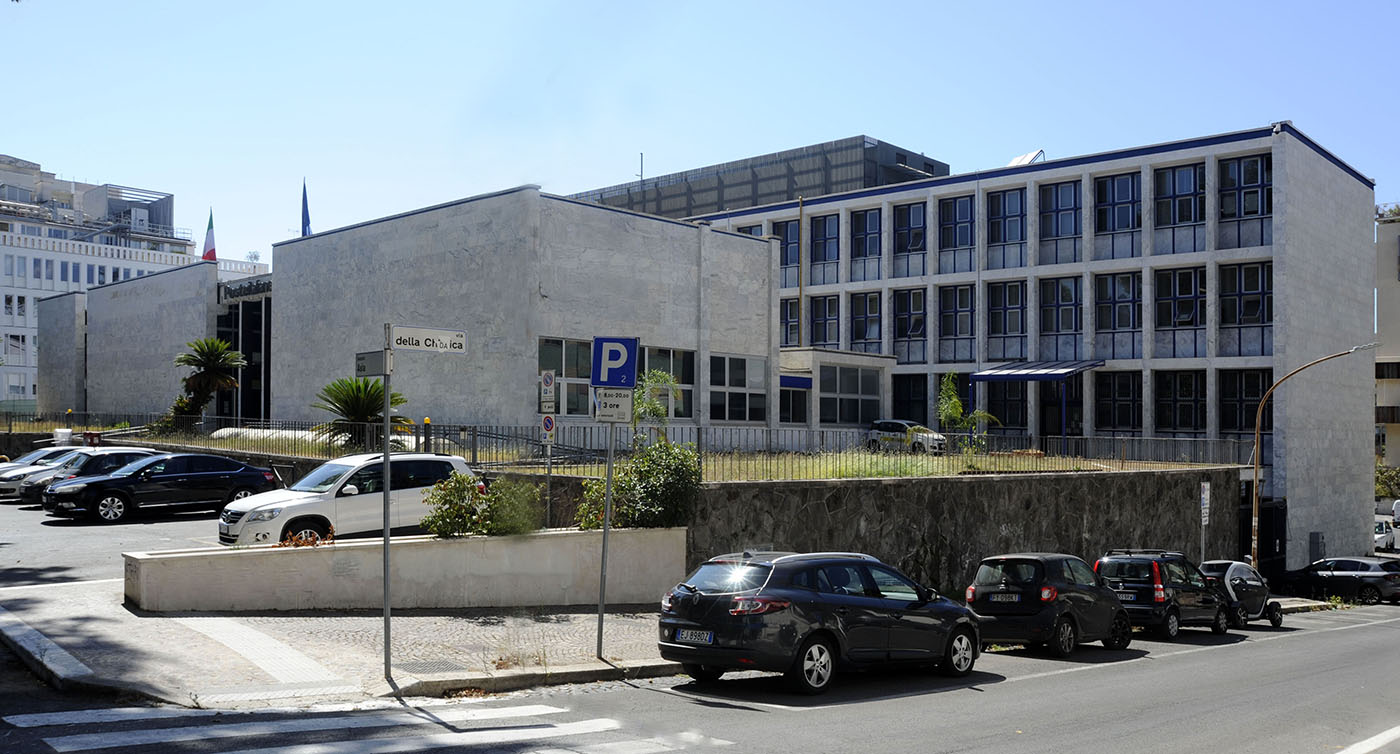
Uffucio Postate Roma Eur progettato dallo studio BBPR

Già iscritto al GUF e al PNF dei fasci all'estero, nel 1938 non rinnova la tessera d'iscrizione al partito e nel 1939 entra a far parte del movimento Giustizia e Libertà, e insieme ai soci allaccia contatti con i gruppi antifascisti.
Richiamato sotto le armi nel giugno 1941, in agosto è inviato sul fronte russo come interprete di rumeno. 
Di questo periodo, Enrico lascia una testimonianza con una serie di fotografie che riprendono persone e luoghi nel suo passaggio attraverso la Romania, Moldavia e Russia . Verso la fine del 1942 si ammala di tifo ad Avdeeka, presso Stalino. Viene rimpatriato all'ospedale militare di Bologna, e nel settembre 1943 rientra a Milano. 
I compagni si disperdono: Rogers, di origine ebraica, deve rifugiarsi in Svizzera a causa dell'occupazione germanica. Banfi e Belgiojoso vengono arrestati nel marzo del 1944 per collaborazionismo coi partigiani e finiscono deportati nel campo di concentramento di Gusen, dove Banfi morirà. Peressutti continua, molto limitatamente, l'attività.
Con la formazione del Comitato di Liberazione Nazionale (CLN), l'antifascismo acquista maggiore coordinazione. Peressutti entra a far parte del comitato militare del CLN, e la sua attività professionale gli è utile per svolgere opera di rilevamento dei depositi di armi dell'esercito tedesco e della Repubblica Sociale Italiana, per poi informarne i partigiani e gli alleati. 
Dalla liberazione alle prime elezioni, Peressutti è vicecommissario del CLNAI (Comitato di Liberazione Nazionale per l'Alta Italia) per i lavori pubblici nella provincia di Milano. Aderisce poi al Partito Socialista Italiano.
Nel febbraio 1944 si sposa con l'architetto Emma Pasquinelli (1921-1980, sorella del pianista e industriale Francesco), e l'anno dopo nasce la figlia Marina.
Nel 1945 è, con i soci, membro fondatore del MSA (Movimento di Studi per l'Architettura). Nel 1946 diviene componente del consiglio direttivo della Casa della Cultura a Milano, e delle commissioni municipali per lo studio delle direttive e poi della redazione del Piano Regolatore. Dallo stesso anno fa parte del comitato di redazione della rivista "Metron", pubblicata a Roma e ispirata da Bruno Zevi. Dal 1947 è con i soci condirettore della collana "Architetti del Movimento Moderno", edita da "Il balcone", e nello stesso anno è relatore per l'Italia al CIRPAC (Centro Interuniversitario Ricerca della Pace) a Zurigo, e partecipa al CIAM di Bridgwater.   
Dal 1948 è socio effettivo dell'INU (Istituto Nazionale di Urbanistica), e nel 1949 diviene rappresentante (poi segretario) del gruppo italiano presso i CIAM. Nello stesso anno è invitato a tenere un corso e a organizzare una sezione della scuola di architettura dell'Università di Tucumán, in Argentina, ma declina l'invito.
L'anno dopo è invitato alla Architectural Association School di Londra, dove, negli anni 1951-52, copre l'incarico di professore di composizione architettonica. Sempre nel 1952 insegna al Massachusetts Institute of Technology di Boston, per poi svolgere corsi di composizione architettonica presso la scuola di Architettura dell'Università di Princeton, ininterrottamente ogni anno dal 1953 al 1959. Sempre negli Stati Uniti, e dopo aver conseguito la libera docenza in Architettura e Composizione Architettonica nel 1955, è professore presso la scuola di architettura dell'Università di Yale di New Haven negli anni 1957 e 1962. Terrà infine un corso all'Università dell'Illinois nell'aprile-maggio 1968.
In Italia, fra il 1951 e il 1958, fa parte del comitato di redazione della rivista "Tecnica ed Organizzazione". 
Nel 1953 diviene consulente urbanistico e architettonico della Comunità europea del carbone e dell'acciaio (CECA).
L'anno successivo entra come esperto di urbanistica nella commissione per lo studio del Piano Regolatore Lombardo. Insegna presso lo IUAV (Istituto Universitario di Architettura di Venezia), svolgendo seminari per laureandi negli anni accademici 1957-58 e 1958-59. Nel 1961-62 tiene un corso di progettazione industriale presso l'Istituto Statale d'Arte di Venezia. Nel 1963 entra a far parte della commissione Igienico-Edilizia del Comune di Milano.
Peressutti è stato membro di varie istituzioni italiane e straniere, quali: Maison des Artistes (dal 1939) - INU (dal 1948) - Accademia ligustica di belle arti, classe di architettura 1949 - Société Européenne de Culture (socio fondatore, 1950) - Consiglio direttivo dell'ADI-Associazione Disegno Industriale (dal 1957 al 1959) - Institut d'Esthétique Industrielle di Parigi (1957) - ICSID-International Council of Societies of Industrial Designers (vice-presidente dal 1957 al 1959, per il quale organizza, nel 1961 a Venezia, la 2ª Assemblea) - Comitato esecutivo del Convegno Nazionale Arte-Artigianato-Industria alla XII Triennale di Milano (1960).
Ha tenuto conferenze a: Roma, Congresso Nazionale degli Architetti 1935 - Bucarest 1936 - Galati 1943 - Zurigo, Congresso CIAM 1946 - Bergamo, Mostra Internazionale sulla Ricostruzione 1947 - Milano, Politecnico 1947 - Londra, Congresso AIA 1950 - Aspen, Conferenza Internazionale Design 1953 - Ottawa 1953 - Princeton, Università 1954 - Houston 1954 - Yale 1955 - Philadelphia 1956 - Harward, Architettura Spontanea 1956 e 1957 - Erice 1957 - New Jersey, Congressi AIA 1957 e 1958 - Bienne 1958 - Losanna 1958 - Neuchatel 1958 - Bedford Springs 1958 - Stoccolma 1959 - New York 1959 - L'Aja 1959 - Bruxelles 1959 - Detroit 1960 - Venezia 1961 - Karachi 1962 - Parigi 1963. Nel 1960 la città di Detroit gli conferisce l'onorificenza della Chiave della città. 
Nella sua attività professionale, Enrico Peressutti ha stretto rapporti con numerosi artisti e intellettuali, tra cui: Max Bill, Alexander Calder, Gillo Dorfles, Walter Gropius, Peggy Guggenheim, Renato Guttuso, Le Corbusier, Thomas Maldonado, Fausto Melotti, Costantino Nivola, Adriano Olivetti, Saul Steinberg.
Ammalatosi di tumore, Enrico Peressutti muore a Milano il 3 maggio 1976. Viene sepolto nel suo paese natale.
Il Comune di Milano gli ha intitolato una via nel quartiere Ripamonti. Nel 2013 il Comune di Pinzano al Tagliamento ha intitolato a Peressutti la Biblioteca Comunale.
L'archivio personale di Peressutti, comprendente la raccolta fotografica, disegni, acquerelli, progetti e scritti, è stato donato dalla figlia Marina all'Archivio Progetti dell'Università Iuav di Venezia.

## Mostre ed eventi dedicati a Enrico Peressutti
Nel centenario della nascita, il Comune di Pinzano al Tagliamento ha organizzato una Mostra intitolata "Enrico Peressutti, l'uomo, l'architetto, l'artista". In questa manifestazione sono stati esposti disegni, acquerelli e fotografie eseguiti da Peressutti.
Nel campo della fotografia, Peressutti è stato molto attivo e ha lasciato un interessante archivio fotografico. 
Una serie di 88 fotografie in bianco e nero scattate negli anni '50 nelle Murge (Puglia), è stata pubblicata in un volume a cura di Serena Maffioletti dal titolo Enrico Peressutti, fotografie mediterranee (Edizioni Il Poligrafo, Padova 2010). Di queste fotografie sono state allestite mostre a Venezia, Bari, Milano, Udine, Alberobello e Pinzano al Tagliamento. 
Nell'aprile 2015, si è tenuta alla Stazione Rogers di Trieste la mostra "Enrico Peressutti, Incontri in Russia. Fotografie scattate da Peressutti sul fronte russo".

## Riconoscimenti
Nel 1961 la Torre Velasca fu insignita del premio nazionale per un'opera realizzata, assegnato annualmente dall'IN/ARCH.

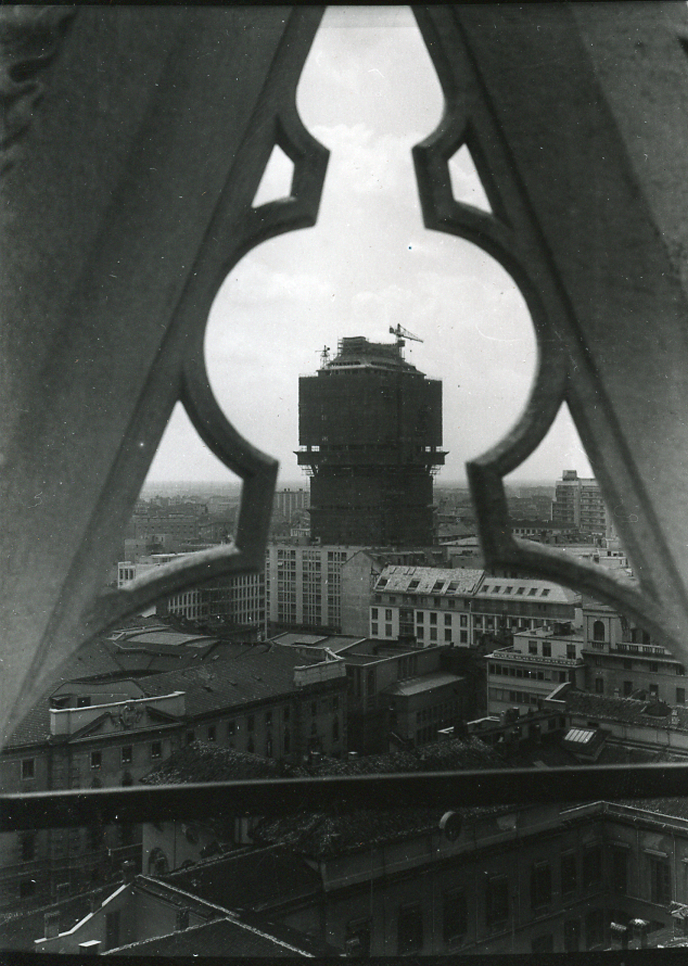
La Torre Velasca vista dal Duomo di Milano. Foto di Paolo Monti (1960)

## Pubblicazioni di Enrico Peressutti
- Un programma di architettura (Quadrante - maggio 1933) (in collab. con G.L.Banfi, L.Belgiojoso, E.Rogers, P.Bottoni, M.Cereghini, L.Figini, G.Frette, E.A.Griffini, P.Lingeri, G.Pollini).
- Sulla funzione dei materiali (Quadrante - gennaio 1934).
- Le Corbusier (Il Ragguaglio - novembre 1934).
- Relazione al progetto del Palazzo del Littorio (Quadrante - agosto/settembre 1934) (in collab. con G.L.Banfi, L.Belgiojoso, E.Rogers, A.Danusso, L.Figini, G.Pollini).
- Urbanistica corporativa. Piani regolatori (Quadrante - dicembre 1934).
- Architettura mediterranea (Quadrante - gennaio 1935).
- Il fatto esposizione (Quadrante - giugno 1935) (in collab. con G.L.Banfi, L.Belgiojoso, E.Rogers).
- Urbanistica corporativa (Quadrante - settembre 1935) (in collab. con G.L.Banfi, L.Belgiojoso, E.Rogers).
- L'annata architettonica (Almanacco letterario Bompiani - 1936) (in collab. con G.L.Banfi, L.Belgiojoso, E.Rogers).
- Il volto delle epoche (Enciclopedia pratica Bompiani - 1936) (in collab. con G.L.Banfi, L.Belgiojoso, E.Rogers).
- Stile (Editoriale Domus - 1936) (in collab. con G.L.Banfi, L.Belgiojoso, E.Rogers).
- Riorganizzazione dell'edilizia rurale (Congresso nazionale di Urbanistica - Roma aprile 1937) (in collab. con G.L.Banfi, L.Belgiojoso, E.Rogers, E.Radice Fossati).
- Albergo medio e grande ristorante (L'Albergo in Italia - novembre/dicembre 1937) (in collab. con G.L.Banfi, L.Belgiojoso, E.Rogers).
- L'architettura (Almanacco letterario Bompiani - Milano 1942) (in collab. con G.L.Banfi, L.Belgiojoso, E.Rogers).
- Incontri in Russia (Almanacco letterario Bompiani - Milano 1942).
- Il paesaggio ideale per la casa (Domus - agosto 1942).
- Il Piano regolatore della Valle d'Aosta (Nuove Edizioni - Ivrea 1943) (in collab. con G.L.Banfi, L.Belgiojoso, E.Rogers, L.Figini, P.Bottoni, I.Lauro, A.Olivetti, G.Pollini, R.Zveteremich).
- Un arredamento e una dichiarazione (Domus - ottobre 1944).
- Relazione del Commissariato Lavori Pubblici del CLN-Lombardia (Atti Congresso Nazionale Ricostruzione 1945).
- Sul Convegno della Ricostruzione (Metron - novembre/dicembre 1945).
- Il senso dell'urbanistica (Studi d'Architettura - febbraio 1946).
- Sul Piano Regolatore. La città è malata (La voce di Milano - 16 febbraio 1946).
- L'uomo e gli oggetti. Bere (Domus - gennaio 1946).
- L'uomo e gli oggetti. Dormire  (Domus - febbraio 1946).
- L'uomo e gli oggetti. Giocare  (Domus - marzo 1946).
- L'uomo e gli oggetti. Mangiare (Domus - aprile 1946).
- Architettura sociale (Giornale di Mezzogiorno, Risposta ad una lettera - 28 maggio 1946).
- Dedica  (Casabella - Costruzioni - 1946).
- Il Piano A-R. La descrizione del Piano (Casabella - Costruzioni - 10/1946) (in collab. con L.Belgiojoso, E.Rogers, F.Albini, P.Bottoni, E.Cerutti, I.Gardella, G.Mucchi, G.Palanti, M.Pucci, A.Putelli).
- La Lupa di stagno non piace agli architetti (intervista in Cronache di Bologna - 31 maggio 1947).
- Idee per una casa collettiva (Metron - 1947) (in collab. con C.De Carli e G.De Carlo).
- Sistemazione del piazzale della stazione di Bergamo (Metron - maggio/giugno 1948).
- La casa è un diritto (L'Eco di Bergamo - 11 maggio 1949).
- L'Industrial Design ovvero Dramma di una cornice barocca (Pirelli - 1950).
- L'architettura per l'industria (Tecnica e Organizzazione -1950).
- Parliamo di Gropius (Epoca - settembre 1951).
- Risolvere il problema del traffico sempre più affannoso (Milano-sera - 7/8 gennaio 1954).
- Moral training basic for the architect (Architecture and the University - Princeton University Press 1954).
- La sedia Thonet (Domus - 1954).
- Case della C.E.C.A. per gli operai siderurgici (Edilizia popolare - novembre 1955).
- Stile del museo (Città di Milano - marzo 1956) (in collab. con L.Belgiojoso, E.Rogers).
- Un convegno per la protezione di Erice (Casabella - Continuità - 1957).
- Il convegno dell'ASID a Bedford Springs (Stile Industria - marzo 1959).
- The training of Industrial Designer (relazione al Congresso ICSID in Industrial Design 1959 e in Design 1959).
- La formation de l'esthéticien industriel (Esthétique industrielle - novembre/dicembre 1961).
- Fantasia... e realtà nella casa (Arte figurativa - aprile/maggio/giugno 1965).
- Recenti esperienze di design nei mobili e nelle macchine da ufficio (Design Italia - settembre/dicembre 1966).
- Incontri quotidiani (16 fotografie di vita cittadina) - Paradigma del verbo essere (pensieri e fotografie).